# Konsekration
Konsekration (latin consecrare ’inviga’, ’förheliga’) är inom den kristna kyrkan den tekniska termen främst för brödets och vinets invigning, men även för biskopars och prästers ordination, samt för kyrkors och kyrkliga redskaps och föremåls invigning.
Under den katolska mässan uttalar prästen Kristi instiftelseord vid nattvarden, vilket enligt katolsk lära betyder att brödet och vinet förvandlas till Kristi kropp och blod. 
Martin Luther delade den katolska kyrkans syn på konsekrationen. Enda skillnaden vad gäller själva konsekrationen, är att den romerska kyrkan lärde att brödets och vinets väsen upphör och övergår till att vara endast Kristi kropp och blod, transsubstantiation. För Luther var brödet både bröd och Kristi kropp, konsubstantiation.
Enligt den ortodoxa kyrkan är inte konsekrationen fullständig förrän epiklesen (bönen om den Helige Ande över nattvardsgåvorna) är avslutad. "Hela den eukaristiska bönen bildar en enda och odelbar helhet, så att de tre huvudpartierna av bönen, tacksägelsen, anamnesen och epiklesen tillsammans utgör en integrerad del av hela konsekrationsakten".

## Konsekration av byggnader
Även kyrkobyggnader konsekreras vilket förbereder dem som gudstjänstlokaler. Under medeltiden gjordes konsekratioen av en biskop genom att med smörjelse måla tolv konsekrationskors på kyrkans innerväggar. 
Altare kan också konsekreras.